# Miss USA 2017
Miss USA 2017, est la 66e élection de Miss USA, qui s'est déroulée le 14 mai 2017 au T-Mobile Arena à Las Vegas (Nevada),,. Les 50 États et le District de Colombia concourent. Deshauna Barber (District de Columbia), gagnante de l'année passée, couronne son successeur, Kára McCullough originaire du District de Columbia comme elle. C'est le 2e concours de Miss USA à être diffusé sur la Fox. Kára McCullough représentera les États-Unis au concours de Miss Univers 2017.

## Candidates
| État                 | Nom                   | Age, | Taille          | Résidence,       | Classement    | Notes |
| -------------------- | --------------------- | ---- | --------------- | ---------------- | ------------- | --- |
| Alabama              | Kelly Huntischon      | 22   | 5′ 11″ (1,8 m)  | Auburn           | Top 16        | |
| Alaska               | Hannah Carlile        | 24   | 5′ 7″ (1,7 m)   | Anchorage        | Top 10        | |
| Arizona              | Tommy Lynn Calhoun    | 27   | 5′ 7″ (1,7 m)   | Tucson           |               | |
| Arkansas             | Arynn Johnson         | 20   | 5′ 8″ (1,73 m)  | Hot Springs      |               | Ancienne Miss Arkansas Teen USA 2015 |
| Californie           | India Williams        | 20   | 6′ 0″ (1,83 m)  | Lafayette        | Top 10        | |
| Colorado             | Sabrina Janssen       | 21   | 5′ 10″ (1,78 m) | Denver           |               | |
| Connecticut          | Olga Litvinenko       | 27   | 5′ 10″ (1,78 m) | Greenwich        |               | Ancienne Miss Connecticut Teen USA 2007 ; née en Ukraine |
| Delaware             | Mia Jones             | 21   | 5′ 11″ (1,8 m)  | Bear             |               | Ancienne Miss Delaware Teen USA 2014 |
| District de Columbia | Kára McCullough       | 25   | 5′ 10″ (1,78 m) | Washington, D.C. | Miss USA 2017 | Née en Italie |
| Floride              | Linette De Los Santos | 25   | 5′ 6″ (1,68 m)  | Miami            |               | Obtient le titre après la disqualification de Génesis Dávila qui avait initialement remporté le concours de Miss Florida USA 2017; née en République dominicaine |
| Géorgie              | DeAnna Johnson        | 21   | 6′ 0″ (1,83 m)  | Hazlehurst       |               | Participante à la huitième saison de The Voice |
| Hawaï                | Julie Kuo             | 23   | 5′ 7″ (1,7 m)   | Honolulu         |               | Née à Taiwan |
| Idaho                | Cassie Lewis          | 26   | 5′ 7″ (1,7 m)   | Moscow           |               | |
| Illinois             | Whitney Wandland      | 25   | 5′ 7″ (1,7 m)   | Chicago          | Top 5         | Pom-pom girl des Bulls de Chicago |
| Indiana              | Brittany Winchester   | 27   | 5′ 6″ (1,68 m)  | Indianapolis     |               | |
| Iowa                 | Kelsey Weier          | 26   | 5′ 7″ (1,7 m)   | West Des Moines  |               | |
| Kansas               | Catherine Carmichael  | 26   | 6′ 1″ (1,85 m)  | Manhattan        |               | |
| Kentucky             | Madelynne Myers       | 22   | 5′ 9″ (1,75 m)  | Louisville       |               | |
| Louisiane            | Bethany Trahan        | 21   | 5′ 4″ (1,63 m)  | Lake Charles     |               | |
| Maine                | Brooke Harris         | 26   | 5′ 6″ (1,68 m)  | Lee              |               | |
| Maryland             | Adrianna David        | 22   | 5′ 8″ (1,73 m)  | Rockville        |               | |
| Massachusetts        | Julia Scaparotti      | 25   | 5′ 8″ (1,73 m)  | Peabody          |               | Pom-pom girl des Patriots de la Nouvelle-Angleterre |
| Michigan             | Krista Ferguson       | 24   | 5′ 9″ (1,75 m)  | Detroit          |               | |
| Minnesota            | Meridith Gould        | 22   | 5′ 11″ (1,8 m)  | Minneapolis      | 2e dauphine   | Ancienne Miss South Dakota 2014 et Miss South Dakota's Outstanding Teen 2012                                                                                     |
| Mississippi          | Ashley Hamby          | 24   | 5′ 8″ (1,73 m)  | Madison          |               | |
| Missouri             | Bayleigh Dayton,      | 23   | 5′ 9″ (1,75 m)  | Lee's Summit     | Top 10        | Première Miss Missouri USA afro-américaine |
| Montana              | Brooke Bezanson       | 20   | 5′ 10″ (1,78 m) | Missoula         |               | |
| Nebraska             | Jasmine Fuelberth     | 20   | 5′ 6″ (1,68 m)  | Norfolk          |               | Ancienne Miss Nebraska Teen USA 2013 |
| Nevada               | Lauren York           | 23   | 5′ 10″ (1,78 m) | Las Vegas        |               | |
| New Hampshire        | Sarah Mousseau        | 26   | 5′ 7″ (1,7 m)   | Portsmouth       |               | |
| New Jersey           | Chhavi Verg           | 20   | 5′ 10″ (1,78 m) | Edison           | 1re dauphine  | Née en Inde |
| Nouveau-Mexique      | Ashley Mora           | 25   | 5′ 7″ (1,7 m)   | Albuquerque      |               | |
| New York             | Hannah Lopa           | 25   | 5′ 8″ (1,73 m)  | Spencerport      | Top 10        | |
| Caroline du Nord     | Katie Coble           | 27   | 5′ 7″ (1,7 m)   | Charlotte        |               | Ancienne Miss North Carolina Teen USA 2007 |
| Dakota du Nord       | Raquel Wellentin      | 24   | 5′ 9″ (1,75 m)  | Fargo            |               | Née aux Philippines |
| Ohio                 | Dinaleigh Baxter      | 24   | 5′ 7″ (1,7 m)   | Winchester       |               | |
| Oklahoma             | Alex Smith            | 20   | 5′ 8″ (1,73 m)  | Mooreland        |               | |
| Oregon               | Elizabeth Denny       | 26   | 5′ 9″ (1,75 m)  | Roseburg         |               | |
| Pennsylvanie         | Cassandra Angst       | 23   | 5′ 8″ (1,73 m)  | Feasterville     |               | |
| Rhode Island         | Kelsey Swanson        | 23   | 5′ 7″ (1,7 m)   | Cranston         |               | |
| Caroline du Sud      | Megan Gordon          | 23   | 5′ 9″ (1,75 m)  | North Augusta    | Top 5         | |
| Dakota du Sud        | Tessa Dee             | 26   | 5′ 7″ (1,7 m)   | Mitchell         |               | Ancienne Miss South Dakota 2013 |
| Tennessee            | Allee-Sutton Hethcoat | 25   | 5′ 7″ (1,7 m)   | Franklin         | Top 10        | |
| Texas                | Nancy Gonzalez        | 27   | 5′ 7″ (1,7 m)   | Freeport         |               | |
| Utah                 | Baylee Jensen         | 23   | 5′ 11″ (1,8 m)  | South Jordan     |               | Fille de Gretchen Polhemus, Miss USA 1989 |
| Vermont              | Madison Cota          | 21   | 5′ 10″ (1,78 m) | Bellows Falls    |               | Ancienne Miss Vermont Teen USA 2014 |
| Virginie             | Jacqueline Carroll    | 23   | 5′ 8″ (1,73 m)  | Stanardsville    |               | Ancienne Miss Virginia Teen USA 2010 |
| Washington           | Alex Carlson-Helo     | 23   | 5′ 8″ (1,73 m)  | Mill Creek       |               | Ancienne Miss Washington Teen USA 2012 |
| Virginie-Occidentale | Lauren Roush          | 22   | 5′ 9″ (1,75 m)  | Mason            |               | |
| Wisconsin            | Skylar Witte          | 19   | 5′ 7″ (1,7 m)   | Schofield        |               | |
| Wyoming              | Mikaela Shaw          | 23   | 5′ 7″ (1,7 m)   | Casper           |               | Ancienne Miss Wyoming 2015 |

## Classement final
| Résultat      | Candidate             | État                 |
| ------------- | --------------------- | -------------------- |
| Miss USA 2017 | Kára McCullough       | District de Columbia |
| 1re dauphine  | Chhavi Verg           | New Jersey           |
| 2e dauphine   | Meridith Gould        | Minnesota            |
| Top 5         | Whitney Wandland      | Illinois             |
| Top 5         | Megan Gordon          | Caroline du Sud      |
| Top 10        | Alyssa London         | Alaska               |
| Top 10        | India Williams        | Californie           |
| Top 10        | Bayleigh Dayton       | Missouri             |
| Top 10        | Hannah Lopa           | New York             |
| Top 10        | Allee-Sutton Hethcoat | Tennessee            |